# Джон Стайнбек
Джон Ърнст Стайнбек Младши (на английски: John Ernst Steinbeck Jr.) е американски писател, драматург и есеист. Той получава Нобелова награда за литература за 1962 година за своите „реалистични и творчески произведения, съчетаващи добронамерен хумор и остра социална чувствителност“. Определян е като „гигант на американската словесност“, а много от книгите му се приемат за класика на западната литература.
Най-известното му произведение е „Гроздовете на гнева“ (1939) – роман, считан за класика на 20 век. Епическата картина на трагедията, сполетяла хиляди дребни фермерски семейства през Голямата депресия в Америка (30-те години на 20 век), предизвиква широки дебати и спомага за въвеждане на реформи в земеделието. Получава награда „Пулицър“ за „За мишките и хората“ (1937), „Гроздовете на гнева“ (1939) и „На изток от рая“ (1952).

## Биография
Джон Стайнбек е роден в Салинас, Калифорния, на 27 февруари 1902 г. Баща му е от германски, а майка му от ирландски произход. Джонатан Адолф Гросстайнбек, дядото на писателя, съкращава фамилията си, когато емигрира в САЩ. Въпреки това семейната ферма в Хейлинхаус, Германия и до днес носи името Гросстайнбек.
Баща му, Джон Стайнбек Старши, работи като чиновник в общинската администрация на Монтерей (окръг, Калифорния), а майка му, Олив Хамилтън, е бивша учителка. Именно от нея Стайнбек наследява страстта си към книгите и литературата. Семейството живее в малко градче близо до границата. Младият Стайнбек прекарва летата, работейки в близките ферми, а по-късно пътува с други работници към захарната фабрика, която се намирала в околността. Тогава той опознава по-грубата страна на преселническия живот и тъмната страна на човешката природа, които той описва в „За мишките и хората“ (1937).
През 1919 г. Стайнбек завършва гимназия в Салинас и след това следва морска биология в Станфордския университет до 1925 г., когато напуска без да завърши. Отпътува за Ню Йорк и работи различни неща, докато същевременно се опитва да осъществи мечтата си да стане писател. Когато не успява да издаде творбите си, той се връща в Калифорния, където до 1928 г. работи като екскурзовод и пазач в развъдник на риби в Тахо, където ще се запознае с бъдещата си съпруга Карол Хенинг. Те се венчават през януари 1930 г.
През по-голямата част от Голямата депресия и от брака си с Карол Стайнбек живее в малка къща, собственост на баща му, в Пасифик Гроув, Калифорния, в залива Монтерей, на няколко преки от град Монтерей, който по-късно става сцена за много от творбите му. Стайнбек Старши осигурява на сина си дърва за огрев, хартия за ръкописите и конструктивна критика, които го карат в началото на 1928 г. да напусне работата си в склад в Сан Франциско и да се отдаде изцяло на писателското поприще.
След публикуването на „Тортила Флет“ през 1935 г. първият му успех като романист, Стайнбек напуска къщата на баща си и си построява лятно ранчо в Лос Гатос. През 1940 г. Стайнбек се отправя на пътешествие из Калифорнийския залив с приятеля си Ед Рикетс, за да събират биологични образци. Това пътуване описва в „Морето на Кортес“ (1951). Въпреки че Карол го придружава на това пътуване, по това време бракът им започва да страда и фактически ще приключи през 1941 г., докато Стайнбек още работи по книгата.
През 1943 г. той се развежда с Карол и се мести в Ню Йорк. Същата година се жени за певицата Гуиндолин „Гуин“ Когнър, от която има двама синове - Томас Майлс Стайнбек (р. 1944) и Джон Стайнбек IV (1946 – 1991). Стайнбек се развежда и с втората си жена през 1948 г. През декември 1950 г. той се жени за Илейн Скот, след като тя се развежда с актьора Закари Скот. Този брак продължава до смъртта на Стайнбек през 1968 г.
През 1948 г. Стайнбек пътува из Съветския съюз заедно с известния фотограф Робърт Капа. Те посещават Москва, Киев, Тбилиси, Батуми и Сталинград. Книгата му „Руски дневник“ (1948) е илюстрирана с фотографиите на Капа. Същата година е избран за член на Американската академия на изкуствата.
През 1966 г. Стайнбек пътува до Тел Авив, за да посети Хълма на надеждата – земеделска общност (кибуц) основана в Израел от дядо му, чийто брат, Фредерик Гросстайнбек, е убит от арабски мародери на 11 януари 1858 г.
Стайнбек умира от кардиопатия и сърдечна недостатъчност в Ню Йорк на 20 декември 1968 г. Той е на 66 години и цял живот е бил заклет пушач. Аутопсията показва почти пълно запушване на главните артерии. По негово желание е кремиран и погребан в семейната крипта на рода на майка си в Салинас на 4 март 1969 г. Неговата трета съпруга е погребана през 2004 до него.

## Творчески път
Първият му роман е „Златната чаша“ (1929) и е посветен на капера Хенри Морган. Фокусиран е основно върху убийството на Морган и плячкосването на Панама. С нея не успява да изкара дори 250 долара – сумата, която е получил в аванс от издателя.
След нея в периода 1931 – 1933 г. Стайнбек пише три по-кратки произведения. „Небесните пасбища“ е публикуван през 1932 г., и се състои от дванадесет свързани истории за долина близо до Монтерей, която била открита от испански ефрейтор, докато преследвал избягали роби индианци. В периода 1933 – 36 г. публикува в списание първите три глави от „Червеното пони“ – история в 100 страници, в която разказва за собственото си детство (издадена като самостоятелна книга през 1937 г.). През 1949 г. по книгата е направен филм, като Стайнбек сам написва сценария за него. „Към един незнаен бог“ проследява историята на самотника Джоузеф Уейн, който се заселва в далечна долина и развива собствена система от вярвания за живота и смъртта. За да сложи край на необичайно дълго продължилата суша, Уейн сам се принася в жертва върху един камък, превръщайки се в „земя и дъжд“.
Първият голям успех на Стайнбек сред критиците е романът „Тортила Флет“ (1935). В него са представени приключенията на група безкласови и обикновено бездомни хора в Монтерей след Първата Световна Война, непосредствено преди сухия режим в САЩ. Героите, които са представени като иронични двойници на рицарите на кръглата маса, са противоположност на почти всички морални норми на американското общество и се отдават предимно на безгрижен живот, въртящ се около виното, сладострастието, другарството и дребната кражба. През 1942 г. книгата е филмирана, с участието на Спенсър Трейси, Хеди Ламар и Джон Гарфийлд, приятел на автора.
Стайнбек започва да пише поредица „Калифорнийски романи“ и произведения, посветени на пясъчните бурии, в които разказва за обикновените хора по време на Голямата депресия. Това са „В неравна борба“ (роман за стачката на 900 берачи на ябълки в Калифорния), „За мишките и хората“ (повест за двама души, които пътуват от ферма на ферма в търсене на временна работа и мечтаят един ден да си имат собствена ферма) и „Гроздовете на гнева“.
Сценичната адаптация на „За мишките и хората“ е истински хит с участието на Бродерик Крауфорд в ролята на Лени и Уолънс Форд в ролята на Джордж. Независимо от това Стайнбек отказва да пътува до Ню Йорк от Калифорния (където живеел по това време), за да гледа представлението, защото според автора историята в ума му е „перфектна“ и всяко представяне на сцена би било разочарование. Стайнбек написва още две пиеси – „Луната залезе“ и „Ярко сияние“.
Още през 1939 г. „За мишките и хората“ е филмиран с участието на Лон Чани Младши (който играе и в представлението в Лос Анджелис) в ролята на Лени и Бърджис Меридит в ролята на Джордж.
„Гроздовете на гнева“ е следващият голям успех, за който Стайнбек е вдъхновен от своя статия. Романът е считан за един от най-добрите му. С него авторът печели Пулицър през 1940 г., а филмираната версия е режисирана от Джон Форд и е с участието на Хенри Фонда, за която роля е номиниран за Оскар. За да напише „Гроздовете на гнева“, Стайнбек обикаля лагерите на сезонните работници в Калифорния през 1936 г. Когато романът се появява, конгресменът Лил Борън го характеризира като „лъжа – черна, низка измишльотина на болен мозък“. Либералните политически възгледи на Стайнбек и показаните негативни аспекти на капитализма са причина за нападки срещу автора. През август 1939 г. книгата е забранена за разпространение в обществените училища и библиотеки под претекст, че е обидна и изопачава условията в страната. Стига се дотам, че в Салинас при два отделни случая книгата е изгаряна публично. Забраната трае до януари 1941 г. През 1962 г., когато Стайнбек получава Нобеловата награда, Шведската академия нарича книгата „епическа хроника“. „Гроздовете на гнева“ също е филмиран.
Филмовите версии на „За мишките и хората“ и „Гроздовете на гнева“ са правени едновременно от различни студиа, което води до това, че Стайнбек прекарва един ден на снимачната площадка на единия филм, а следващия на другия.

### Ед Рикетс
През 30-те и 40-те Ед Рикетс има силно влияние върху творчеството на Стайнбек. Стайнбек често прави малки разходки с Рикетс по калифорнийския бряг, за да си почине от писането и да събират биологични образци, които Рикетс продава като начин за препитание. Книгата „Морето на Кортес“, която разказва за тези пътувания, е отчасти пътепис, отчасти естествена история. Публикувана е непосредствено преди влизането на САЩ във Втората Световна Война и никога не намира широка публика. Въпреки това, през 1951 г. Стайнбек преиздава повествователната част от книгата под заглавието „Отломки от морето на Кортес“ само под своето име (въпреки че и Рикетс пише част от нея).
Рикетс е прототип на Док в „Улица Консервна“ (1945) и „Благодатния Четвъртък“ (1954), на Ед в новелата „Ярко сияние“ и на различни герои в „В неравна борба“ и „Гроздовете на гнева“. Екологичните теми са често срещани в творчеството на Стайнбек от този период.
Близкото приятелство на Стайнбек и Рикетс приключва, когато Стайнбек се премества от Пасифик Гроув и се разделя с Карол. Биографът на Рикетс Ерик Ено Там отбелязва, че с изключение на „На изток от рая“ (1952) творчеството на Стайнбек е в застой след преждевременната смърт на Рикетс през 1948 г. (колата му е блъсната от влак).

### Втората световна война
През 1942 г. написва романа „Луната залезе“. Той е на тема съпротивата в малък град, окупиран от нацистите. „Свободните хора не започват война“, пише Стайнбек, „но веднъж озовали се във война, те се борят, за да се защитят.... Свободните хора винаги печелят войните“. Почти веднага книгата е филмирана. Приема се, че неназованата в книгата държава е Норвегия, а окупаторите са нацистите и през 1945 г. Стайнбек получава Медал на свободата от Хакон VII за литературния си принос към норвежкото съпротивително движение.
През 1943 г. Стайнбек служи като военен кореспондент за Ню Йорк Хералд Трибюн във Великобритания и Средиземноморския район и работи със Службата за Стратегическо Планиране (предшественик на ЦРУ). По това време се сприятелява с Уил Ланг Младши, журналист на списания Тайм и Лайф. По време на войната Стайнбек придружава отрядите на Дъглас Феърбанкс Младши и Бич Джъмпърс, които извършвали операции в малки формации срещу немските острови в Средиземноморието. Някои от материалите му от този период са издадени в документалния „Имало едно време една война“ (1958).
Стайнбек се завръща от войната с множество рани от шрапнели и психологическа травма. Лекува се, както винаги, чрез писане. Написва сценария за „Спасителен пояс“ (1944), режисиран от Алфред Хичкок и заедно със сценариста Джак Уагнър „Медал за Бени“ (1945) – история за пайсаносите от Тортила Флет, които отиват на война. По-късно моли името му да бъде премахнато от финалните надписи на „Спасителен пояс“, защото смята, че финалната версия съдържа расистки оттенък.
През 1944 г., страдайки от носталгия по живота си от 30-те години в Пасифик Гроув и Монтерей, написва един от най-известните си романи – „Улица Консервна“. Той става толкова популярен, че Оушън Вю Авеню в Монтерей, за която се разказва в книгата, е прекръстена на улица Консервна през 1958 г.
След края на войната написва „Перлата“ (1947), която знае, че ще бъде филмирана. Историята е публикувана за първи път в декемврийското издание на сп. „Домашен помощник за жената“ под заглавието „Перлата на света“. Илюстрирана е от Джон Алан Максуел. Книгата разказва за въображаема история, която Стайнбек чул в Ла Пас през 1940 г., свързана с „Отломки от морето на Кортес“, където в глава 11 заявява, че „толкова прилича на притча, че не може да бъде такава“. Стайнбек отпътува за Мексико с Уагнър, който му помага за сценария; по време на това пътуване Стайнбек е вдъхновен от историята на Емилиано Сапата и впоследствие пише сценария за филма „Вива Сапата!“, режисиран от Елия Казан и с участието на Марлон Брандо и Антъни Куин.

### Ню Йорк
Следвоенният творчески период на Стайнбек започва с „Руски дневник“ (1948) – описание на негово пътуване до Съветския съюз. Идеята на Стайнбек е била да разкаже откровено за тази огромна страна, но когато отива там, не му разрешават да се движи свободно, той не говори руски, а съветските ръководители, като добри домакини, се грижат на трапезата му винаги да има достатъчно водка, шампанско, хайвер, месо, мед, домати и дини. Чревоугодническият маратон се прекъсва само от посещения на балет и театър или коктейли с джаз музика.
През 1950 г. Стайнбек сключва брак за трети път. Скоро след това започва работа върху „На изток от рая“ (1952), който той счита за най-добрата си творба.
През 1952 г. Стайнбек участва като четец във филм на 20th Century Fox посветен на О'Хенри. Въпреки че по-късно споделя, че му е било неудобно пред камерата, авторът представя интересна интродукция към няколкото адаптации на разкази на О'Хенри. По това време Стайнбек започва да записва някои свои разкази за Columbia Records, които, като се изключи известната скованост, показват дълбокия и плътен глас на автора.
След успеха на „Вива Сапата!“ Стайнбек работи с Елия Казан и по екранизацията на „На изток от рая“, където актьорския си дебют прави Джеймс Дийн.
През 1962 г. излиза „Пътешествие с Чарли в търсене на Америка“ – публицистична творба, в която Стайнбек разказва за пътешествието си из цяла Америка заедно с пудела Чарли. Синът му Джон пише в мемоарите си, че баща му е бил прекалено стеснителен и едва ли е разговарял с толкова души. „Той не би могъл да издържи на такова интензивно общуване. Така че книгата си е същински роман.“ Другият син на Стайнбек твърди, че баща му предприел това пътуване, тъй като знаел, че умира и искал да види страната за последно.
В последния си роман „Зимата на нашето недоволство“ (1961) Стайнбек изследва моралния упадък в Америка. Главният герой Итън става все по-недоволен от моралния си упадък и този на хората около него. Отношението на автора в книгата е много различно от аморалните и екологичните позиции, които застъпва в „Тортила Флет“ и „Улица Консервна“. Това не му донася успех сред критиката. Много от критиците оценяват важността на романа, но са разочаровани, че не е по-близо до „Гроздовете на гнева“.
Огорчен не само от критиките относно книгата, а и от критичните забележки по повод награждаването му с Нобелова награда през 1962 г., Стайнбек не публикува повече художествена проза в последните си шест години.

### Нобеловата награда
През 1962 г. Стайнбек печели Нобелова награда за литература за „реалистичното си и творческо писане, комбинирано с чувство за хумор и остри обществени възгледи“. В деня на съобщаването на победителя (25 октомври), когато преди церемонията е попитан от репортер дали заслужава наградата, Стайнбек отвръща „Честно, не.“ В речта си при награждаването Стайнбек говори за своето възхищение към някои автори. През 1953 г. пише, че счита Ал Кап за „вероятно най-добрия писател в света днес“. На първата пресконференция след награждаването е попитан за любимите си автори и техните творби и той отвръща: „Разказите на Хемингуей и почти всичко на Фокнър“.
През септември 1964 г. Стайнбек получава Медал на свободата на САЩ от Линдън Джонсън.
През 1967 г. по искане на сп. Нюздей Стайнбек заминава за Виетнам, за да отразява войната. Това, което последва, е несигурен опит да открие някакъв смисъл в тази война, в която взимат участие и двамата му сина.
В посмъртно публикуваната му книга „Крал Артур и неговите доблестни рицари“ (1976) Стайнбек е обърнал гръб на съвременните теми и е възкресил за живот Артурианския свят с неговия древен кодекс на честта – един роман, явно започнат с голям ентусиазъм, но така и останал незавършен.

## Наследство
В деня след смъртта на Стайнбек критикът Чарлс Пур пише в Ню Йорк Таимс: "Първата най-добра книга на Джон Стайнбек беше неговата последна най-добра книга. Но Господи, каква книга беше и е „Гроздовете на гнева“. Пур отбелязва и „проповедността“ в творбите на Стайнбек „сякаш едната половина от литературното му наследство идва от най-доброто от Марк Твен, а другата половина от най-лошото от Котън Меър“. Но се съгласява, че „Стайнбек нямал нужда от Нобеловата награда, а комисията имала нужда от него“.
Много от произведенията на Стайнбек се изучават и са сред най-търсените в училищата във Великобритания. В същото време според Асоциацията на американските библиотекари Стайнбек е един от десетте автори, чийто произведения са забранявани най-често в периода 1991 – 2004, като „За мишките и хората“ е на шесто място в тази класация в САЩ.

### Литературно влияние
Стайнбек израства в долината Салинас в Калифорния, място на силна миграция и културни различия. Това придава на творбите му специфичен регионален привкус, едно особено усещане за мястото където се развива действието. Салинас, Монтерей и долината Сан Хуакин са сцена за много от историите му. В днешно време този район понякога се нарича „Провинция Стайнбек“. Повечето от ранните му творби описват хора от годините на израстването му. Изключение е първият му роман „Златната чаша“, който е за пирата Хенри Морган, чиито приключения завладяват Стайнбек още като дете.
В последващите си романи Стайнбек намира автентичността като пише за конкретни свои спомени от живота си в Калифорния. Приятелят му от детските години Макс Уагнър служи като вдъхновение за „Червеното пони“. По-късно Стайнбек използва истински събития от американската история в началото на 20 век, които преживява като репортер.
По-късните му творби показват голям диапазон от интереси, включително морска биология, политика, религия, история и митология.

### Възпоменание
Къщата, в която Стайнбек израства в Салинас, е запазена. Националният център „Стайнбек“ е на две пресечки от главната улица и е единственият музей в САЩ, посветен само на един автор. Запазена е и къщата на бащата на Стайнбек, в която младият автор написва най-ранните си произведения.
В Монтерей е запазена лабораторията на Ед Рикетс, но не е отворена за посещения, а също така и „празното място“, където живеят безделниците от „Улица Консервна“, заедно с магазина на Ли Чун. До 1958 г., улицата се е наричала Оушън Вю Авеню, но след това е преименувана на Улица Консервна. Монтерей почита творчеството Стайнбек чрез улица с флагове с лицата на героите от „Улица Консервна“, възпоменателни плочи и бюстове на Стайнбек и Рикетс.
На 27 февруари 1979 г., (77-ия рожден ден на автора), Стайнбек е почетен от Американската пощенска служба с марка с неговия лик.
На 5 декември, губернаторът на Калифорния Арнолд Шварценегер и Първата дама Мария Шрайвър въвеждат Стайнбек в Калифорнийската зала на славата. Синът му Томас Стайнбек приема наградата от негово име.
2007 г

## Политически възгледи
Контактите на Стайнбек с леви автори, журналисти, дейци на работнически съюзи може би му е повлиява и той се присъединява към Лигата на американските писатели – комунистическа организация, създадена през 1935 г. Стайнбек е наставляван от радикални писатели като Линкълн Стивънс и съпругата му Ела Уинърс. Освен с Франсис Уитъкър, член на Комунистическата партия на САЩ, Стайнбек се среща и с организатори на стачки от Съюза на консервопроизводителите и земеделските работници.
Стайнбек се оплаква публично от държавен тормоз. През 1942 г. в писмо до главния прокурор на САЩ Франсис Бидъл пише: „Мислите ли, че ще е възможно да помолите момчетата на Едгар да престанат да ме следват по петите? Мислят, че съм враг. Започва да става уморително“. От ФБР отричат да са разследвали Стайнбек. Въпреки това Стайнбек е проверяван от Военното разузнаване на САЩ, което го намира за неподходящ за офицерски чин.
През 1967 г., когато е изпратен във Виетнам, заради симпатичното представяне на американската армия „Ню Йорк Поуст“ го атакува, че е изменил на прогресивните си разбирания. Биографът на Стайнбек Джей Парини смята, че приятелството на Стайнбек с президента Линдън Джонсън е повлияло на възгледите на автора относно войната. Освен това той е бил загрижен за синовете си, които са участвали в битките.
Стайнбек е близък приятел с Артър Милър. През юни 1959 г. Стайнбек поема личен и професионален риск, като го защитава, когато Милър отказва да назове имената на активисти по време на процеса на Комитета на не-американските активисти. Стайнбек смята, че този период е един от „най-странните и ужасяващи времена, с които правителството и хората трябва да се справят“.

## Основни произведения

### На изток от рая
„На изток от рая“ (1952) е обемиста семейна сага, чието действие се развива в селските райони на Калифорния в началото на века. В основата ѝ е библейският разказ за Каин и Авел. Обстойно са проследени съдбите на две семейства заселници – Траск и Хамилтън, които са огледален образ на съдбата на самите Съединени щати, когато „на Дивия запад едновременно пристигнаха църквата и публичният дом“. Втората част на книгата е посветена на живота на близнаците Арон и Кейлъб и най-вече на конфликта между тях.

### Зимата на нашето недоволство
„Зимата на нашето недоволство“ (1961) е последният голям роман на Стайнбек. Той продължава да изследва моралните дилеми на човешкото съществуване. При публикуването му, романът не е приет добре и критиците обявяват, че Джон Стайнбек е изчерпан. Дори Нобеловата награда не променя мнението им. Стайнбек приема тежко този удар. През малкото оставащи му години живот той пътува все повече.

## Филмография
- 1939 – За мишките и хората – режисьор Луис Майлстоун, с участието на Бърджис Меридит, Лон Чани Младши и Бети Фийлд
- 1940 – Гроздовете на гнева – режисьор Джон Форд, с участието на Хенри Фонда, Джейн Дарел и Джон Карадайн
- 1941 – Забравения град – режисьор Александър Хамид и Хърбърт Клин, четец Бърджис Меридит, музика Ханс Айслер
- 1942 – Тортила Флет – режисьор Виктор Флеминг, с участието на Спенсър Трейси, Хеди Ламар и Джон Графийлд
- 1943 – Луната залезе – режисьор Ървинг Пичел, с участието на Лий Дж. Коб и Сър Седрик Хардуик
- 1944 – Спасителен пояс – режисьор Алфред Хичкок, с участието на Талула Бенкхед, Хюм Кронин и Джон Ходиак
- 1944 – Медал за Бени – режисиран от Ървинг Пичел, с участието на Дороти Ламур и Артуро де Корова
- 1947 – Перлата (мексикански) – режисьор Емилио Фернандес, с усчастието на Педро Армендарис и Мария Елена Маркес
- 1949 – Червеното пони – режисьор Луис Майлстоун, с участието на Мирна Лой, Робърт Мичъм и Луис Колърн
- 1952 – Вива Сапата! – режисьор Елия Казан, с участието на Марлон Брандо, Антъни Куин и Джийн Питърс
- 1955 – На изток от рая – режисьор Елия Казан, с участието на Джеймс Дийн, Джули Харис, Жо Ван Флийт и Реймънд Маси
- 1956 – Безпътният автобус – режисьор Виктор Викас, с участието на Рик Джейсън, Джейн Мансфийлд и Джоан Колинс
- 1961 – Полет – с участието на Ефраин Рамирез и Арнелия Кортес
- 1962 – За мишките и хората (турски)
- 1972 – За мишките и хората (ирански)
- 1982 – Улица Косервна – режисьор Дейвид Уард, с участието на Ник Нолти и Дебра Уингър
- 1992 – За мишките и хората – режисьор Гари Сънийс, с участието на Гари Сънийс и Джон Малкович